# Gnou bleu
Connochaetes taurinus
Espèce
Statut de conservation UICN

 LC  : Préoccupation mineure
Répartition géographique
- C. t. taurinus
- C. t. cooksoni
- C. t. johnstoni
- C. t. albojubatus
- C. t. mearnsi

Le Gnou bleu ou Gnou à queue noire (Connochaetes taurinus) est une espèce de bovidés qui se rencontre en Afrique de l'Est (Kenya, Tanzanie), en Afrique australe (Botswana, Angola) et en Afrique du Sud. 
Il s'agit d'un ruminant, herbivore de grande taille (1,30 m au garrot pour 200 kg en moyenne), proche des antilopes, vivant en vastes troupeaux dans les savanes herbeuses et arborées où ils effectuent de grandes migrations spectaculaires.

## Taxonomie et dénomination
Le gnou bleu est décrit pour la première fois en 1823 par le naturaliste anglais William John Burchell qui lui donne le nom de Connochaetes taurinus. Il fait partie du genre Connochaetes avec le gnou noir (C. gnou), dans la famille des bovidés, famille de ruminants à deux doigts. Le nom générique Connochaetes vient du grec κόννος, kónnos, « barbe », et de χαίτη, khaítē, "crinière". Le nom spécifique taurinus vient aussi du grec tauros. Le nom courant « gnou bleu » vient de l’éclat bleu argenté de son pelage ; le nom de « gnou » est le nom de cet animal dans la langue des Khoïkhoï, peuple pastoral du sud-ouest de l’Afrique.
Alors que les gnous bleu et noir sont tout les deux classés dans le même genre, le premier avait auparavant été placé dans le un genre différent, Gorgon. Une étude des chromosomes mitotiques et de l’ADN mitochondrial (mtDNA), conduite pour comprendre les relations d’évolution entre les deux espèces, cette étude conclut à une grande proximité phylogénétique entre les deux espèces, qui ont divergé il y a environ un million d’années.

## Physiologie
- Hauteur au garrot : 115 à 145 cm[8] (1,30 m en moyenne)
- Longueur du corps : 180 à 240 cm (210 cm en moyenne)
- Longueur de la queue : 70 à 100 cm (85 cm en moyenne)
- Poids des mâles : 170 à 270 kg[8] (220 kg en moyenne)
- Poids des femelles : 120 à 220 kg (170 kg en moyenne)
- Gestation : 8 mois
- Nombre de jeune par portée : 1
- Longévité : jusqu'à 24 ans en captivité contre une dizaine d'années dans la nature
- Vitesse de pointe : 65 km/h en moyenne avec des pointes à 80 km/h sur de courtes distances, ils sont très rapides et endurants.
- Couleur : son pelage est gris foncé nuancé de bleu, d'où son nom spécifique.

## Répartition
Cette espèce vit en Afrique du Sud, au Botswana, au Kenya, au Malawi, au Mozambique, en Namibie, en Tanzanie, en Zambie et au Zimbabwe.

## Comportement

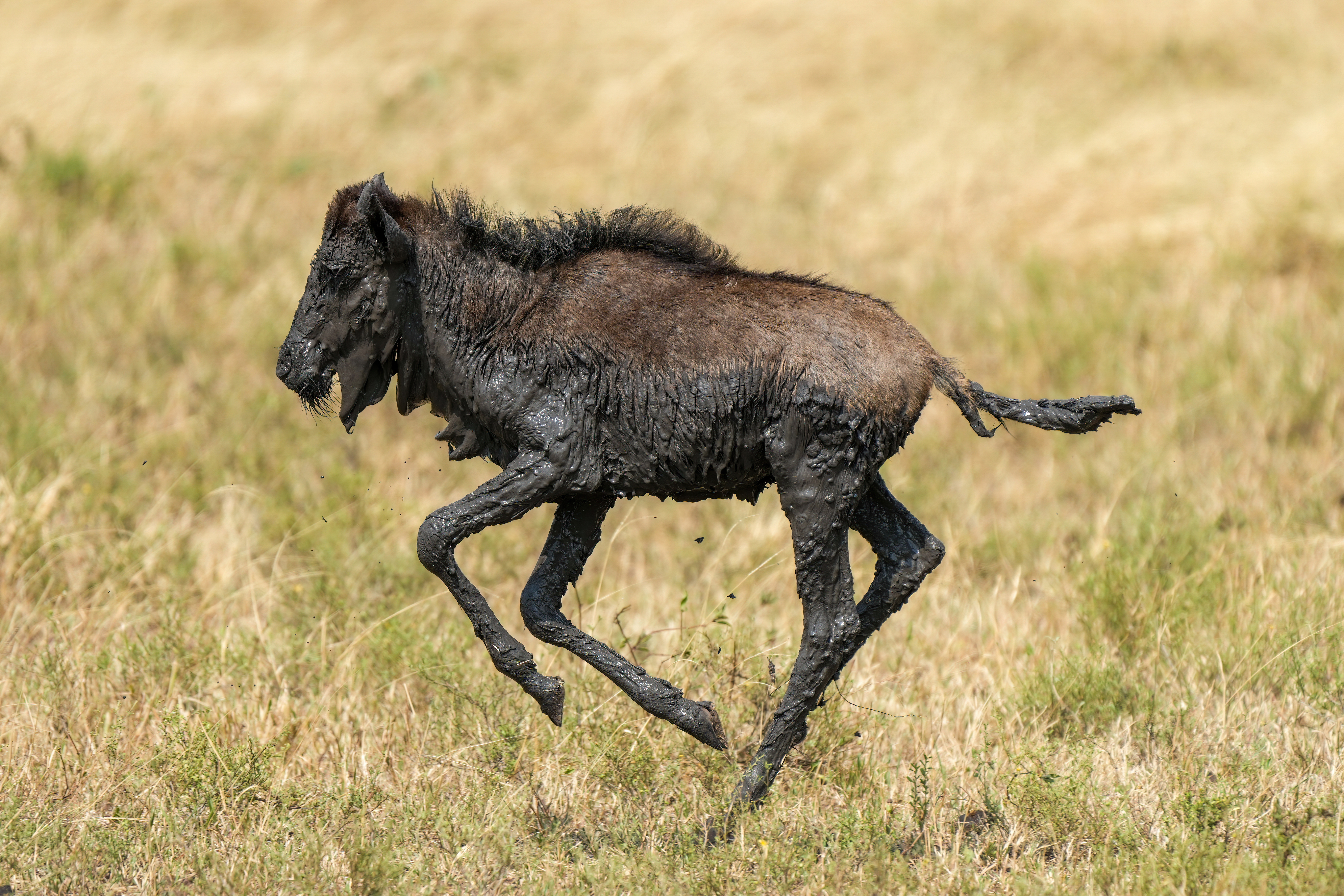
Jeune gnou bleu couvert de boue courant dans le parc national du Serengeti (Tanzanie).

Il s'agit d'un animal puissant et endurant qui peut se déplacer à la recherche d'eau et de nourriture en grands troupeaux pouvant compter plusieurs dizaines de milliers d'individus. Les gnous effectuent de longues migrations annuelles (deux migrations, d'environ trois-mille kilomètres par an) qui dépendent de l'importance des pluies. Lorsque la sécheresse apparaît, les troupeaux de gnous se rassemblent et se dirigent vers le nord. Durant ces déplacements, beaucoup d'animaux périssent, notamment les jeunes, les animaux faibles ou âgés.
Les gnous sont en général bruyants ; ces animaux grégaires ne cessent ainsi de se renseigner mutuellement sur les dangers qui guettent le troupeau ou sur leur propre état émotionnel : peur, colère ou rut. Ils sont généralement pacifiques et sociables mais parfois ils peuvent être agressifs, étant assez irrités et protecteurs par nature.

### Rut
Comme beaucoup d'herbivores, les gnous forment à l'intérieur du troupeau des harems, chaque mâle défendant son territoire. Ils communiquent par des grognements, sifflements et meuglements. Très territorial, le mâle se livre à des démonstrations rituelles : mugissant, il piétine, redresse fièrement la tête, laboure le sol de ses cornes, se vautre à terre, défèque, urine et dépose sur l'herbe ou les buissons, les sécrétions de ses glandes préorbitaires. Lorsque survient un rival, les deux mâles s'affrontent en un duel spectaculaire. La lutte se termine la plupart du temps sans blessé par le départ du mâle dominé. Les mâles qui n'ont pas su conquérir de territoire se tiennent à l'écart, de même que les groupes de jeunes mâles inaptes à la reproduction.
Les gnous mâles règnent sur un harem qui comprend de 5 à 150 femelles accompagnées de leurs petits. Le mâle, arborant un air dominateur, trotte autour d'elles, les obligeant à se regrouper. Le rut se poursuivant lorsque commence la migration, le territoire du mâle devient itinérant. Il a alors peine à contenir ses femelles, qui ne sont rassemblées que pendant la halte et se dispersent aussitôt que reprend la marche. Mais il continue à les défendre, tant des autres mâles que des prédateurs. Dans ce dernier cas, il ne fuit généralement pas, mais fait face à son agresseur, il galope autour de lui en sautant, puis fonce et l'attaque brusquement.

## Reproduction
La gestation dure environ 250 jours. La femelle met bas un seul jeune, le gaou.

## Sens
Ils repèrent leurs prédateurs à la vue, l’ouïe et l'odorat, leurs sens sont très développés. Ils interviennent également dans d'autres comportements ; l'odorat joue un rôle capital dans la reconnaissance d'un partenaire ou d'un petit.

## Galerie

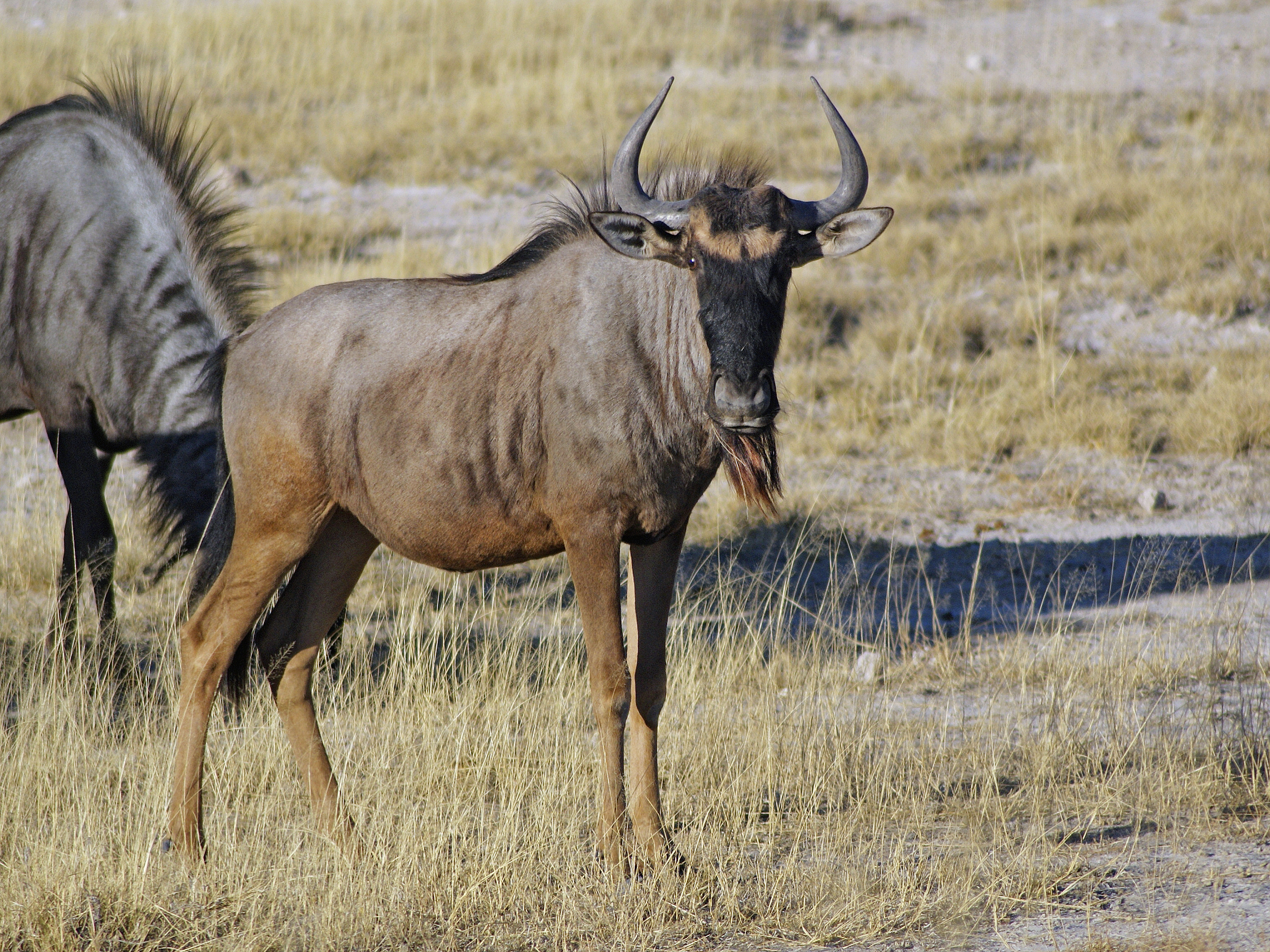
Parc national d'Etosha, Namibie.
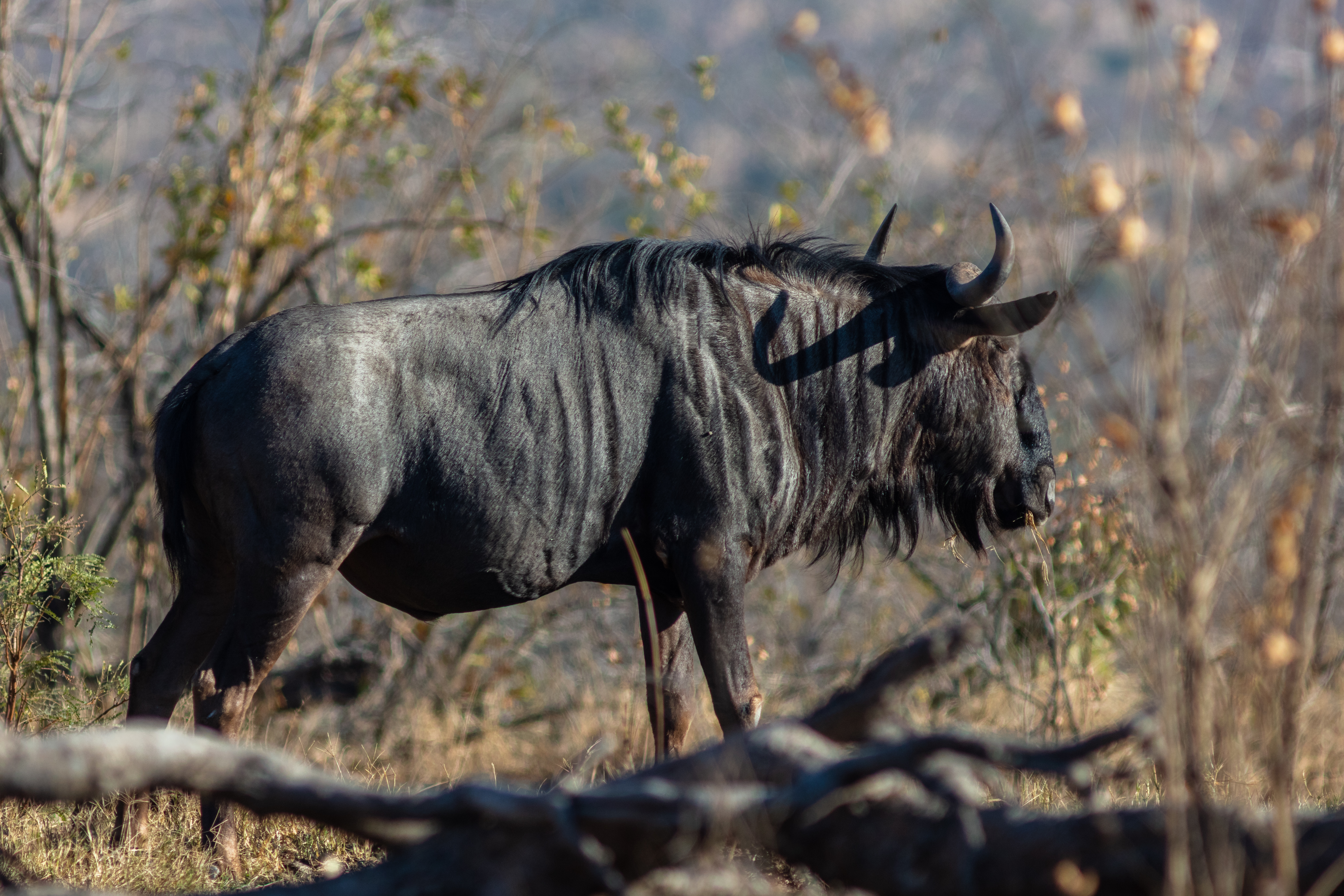
Parc national Kruger, Afrique du Sud.
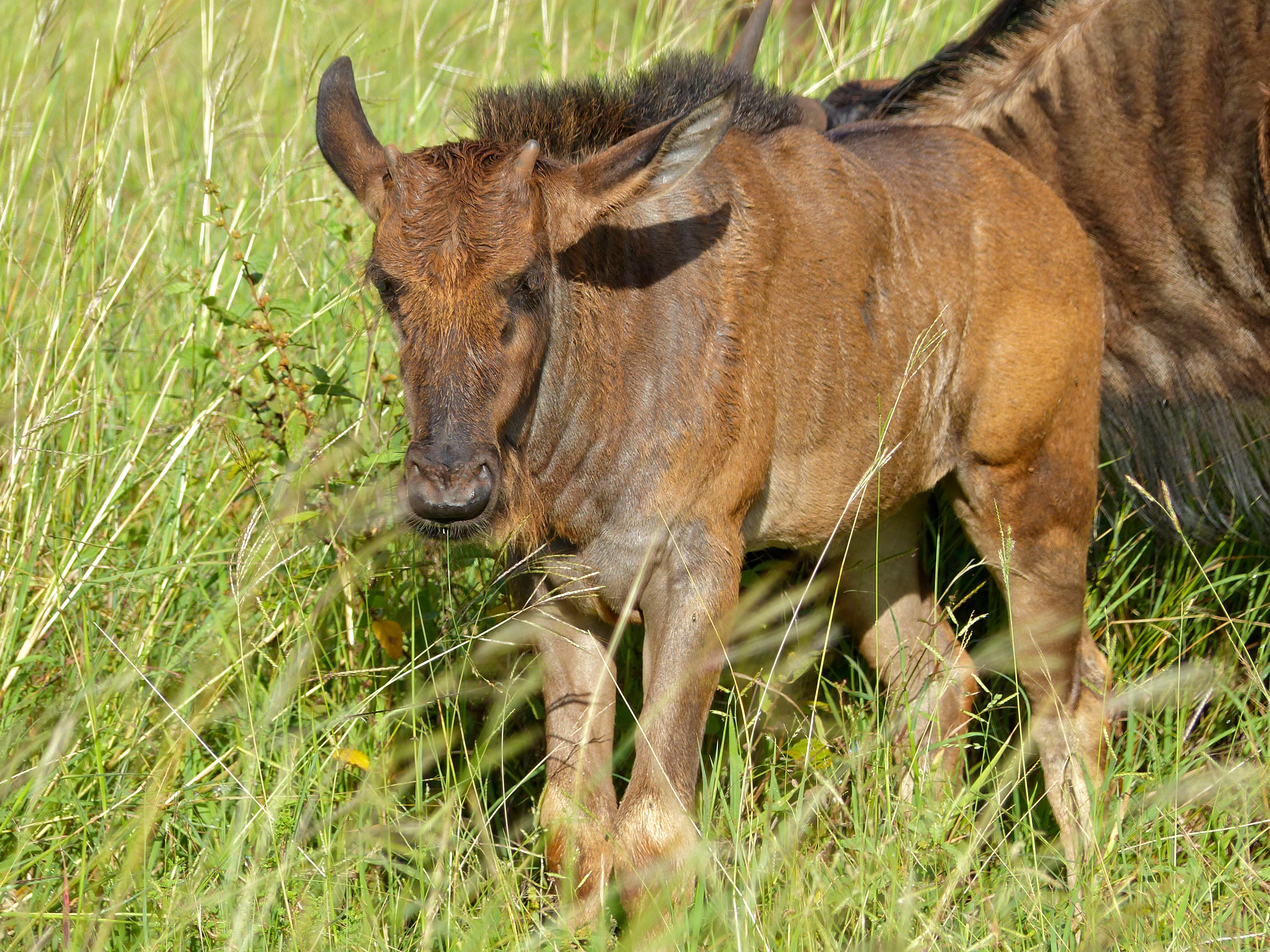
Jeune gnou (parc national Kruger, Afrique du Sud).
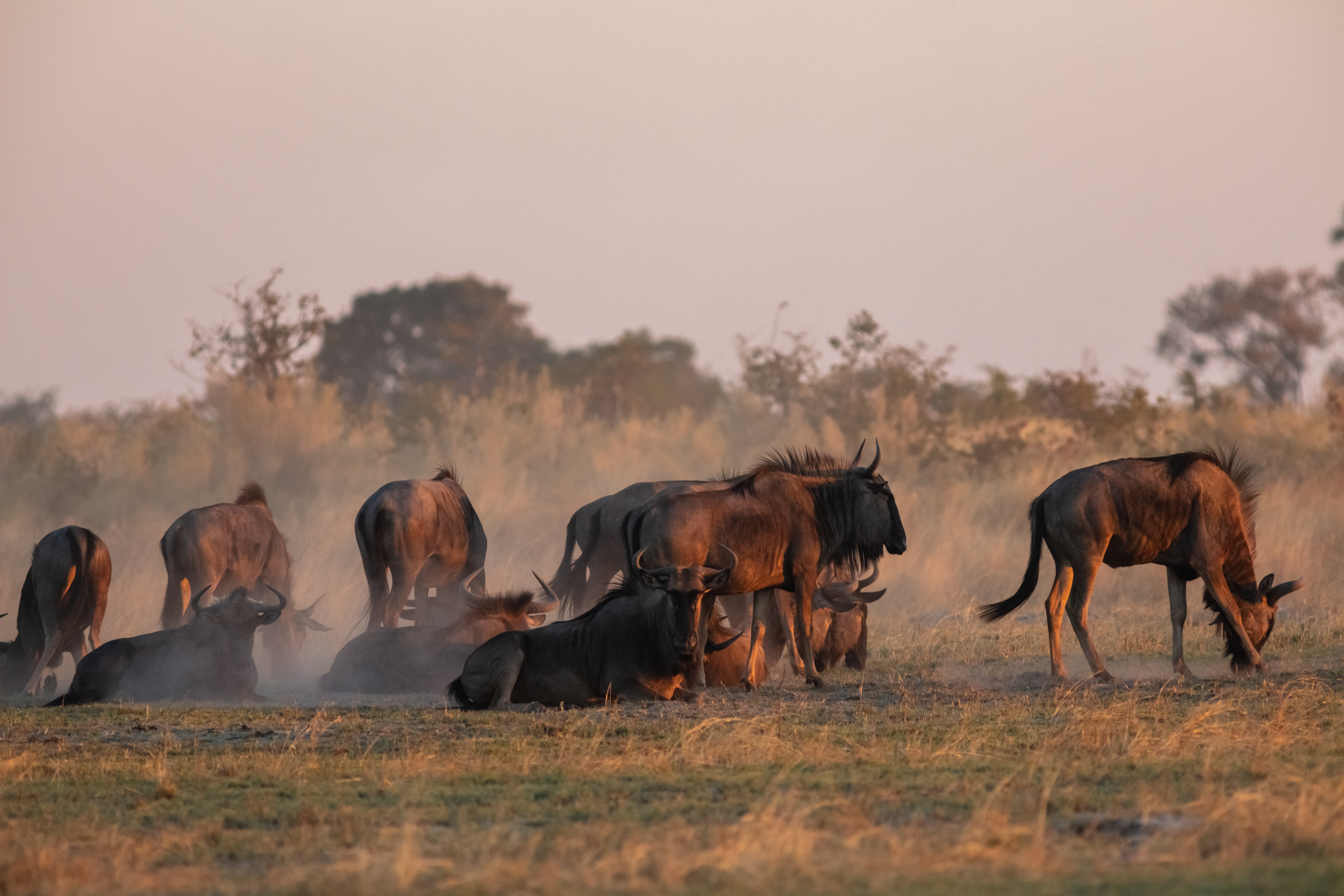
Delta de l'Okavango, Botswana.